# Ґолкув
Ґолкув (пол. Gołków) — село в Польщі, у гміні Пясечно Пясечинського повіту Мазовецького воєводства.
Населення — 1018 осіб (2011).
У 1975-1998 роках село належало до Варшавського воєводства.

## Демографія
Демографічна структура станом на 31 березня 2011 року:
|          | Загалом | Допрацездатний вік | Працездатний вік | Постпрацездатний вік |
| -------- | ------- | ------------------ | ---------------- | -------------------- |
| Чоловіки | 496     | 93                 | 346              | 57                   |
| Жінки    | 522     | 107                | 310              | 105                  |
| Разом    | 1018    | 200                | 656              | 162                  |